# Carlos Graça
Carlos Alberto Monteiro Dias da Graça, conhecido por Carlos Graça (São Tomé e Príncipe, 22 de dezembro de 1931 - Lisboa, 17 de abril de 2013) foi um médico, político e escritor saotomeense.

## Vida
De família caboverdeana, Carlos Graça exerceu em São Tomé e Príncipe as funções de médico e político, envolvido na luta pela independência de sua terra. Faleceu em Lisboa, após longa enfermidade.

### Médico
Foi médico particular do então presidente do Gabão Omar Bongo.

### Político
Desde cedo (1961), no Comité de Libertação de São Tomé e Príncipe (CLSTP) em Libreville (Gabão), participou das lutas políticas pela libertação de São Tomé e Príncipe, tendo sido co-fundador do Movimento de Libertação de São Tomé e Príncipe (MLSTP) em 1972.
Nos preparativos para a independência, em 1974, assumiu a função de ministro de assuntos sociais.
Após a independência de seu país, exerceu as seguintes atividades:
- Ministro da Saúde e dos Assuntos Sociais no governo de transição e nos primeiros governos após a independência até janeiro de 1977, quando demitiu-se por discordar da opção socialista, exilando-se no Gabão;
- em 1979, foi condenado à revelia a 24 anos de trabalho forçado;
- em 1983, foi presidente da Frente de Resistência Nacional de São Tomé e Príncipe (FRNSTP);
- em 1986, saiu da FRNSTP;
- de 1988 a 1990, foi ministro dos Negócios Estrangeiros;
- em 1990 foi eleito secretário geral do MLSTP, então transformado em partido, o PSD;
- primeiro ministro de 1994 a 1996;
- candidatou-se a presidente, em 1996, tendo sido derrotado.

### Escritor
Carlos Graça publicou as seguintes obras:
- Ensaio sobre a condição humana - Instituto para a Democracia e o Desenvolvimento, 2004;
- João Paulo II Político - União UNEAS, 2007;
- Che Guevara, personagem mítico - IDD;
- Memórias políticas de um nacionalista santomense sui generis - UNEAS, 2012.[1]

Participou do VII Congresso Internacional de Médicos Escritores e Artistas Lusófonos, promovido pela União de Médicos Escritores e Artistas Lusófonos (UMEAL) em Lisboa, em setembro de 2010, pleiteando presidir o próximo congresso em São Tomé. Porém a saúde não o deixou cumprir o pleiteado, e o congresso foi transferido para Curitiba, Brasil.
Sua saúde debilitou-se mais, vindo a falecer em 17 de abril de 2013.

## Voto de pesar
Pelo seu falecimento, a Assembleia de São Tomé e Príncipe aprovou voto de pesar.
| “ | figura prestigiada da luta pela independência nacional, ex-Primeiro Ministro da República Democrática de São Tomé e Príncipe e ex-Deputado à Assembleia Nacional pelo partido MLSTP/PSD, instituição a que prestou relevante contributo, sobretudo na qualidade de Presidente da 3.ª Comissão Especializada Permanente. | ” |

O primeiro ministro Gabriel Costa assim se expressou a respeito:
| “ | Foi com grande consternação que tomei conhecimento do desaparecimento físico do doutor Carlos Graça, figura proeminente da luta de libertação nacional, combatente pela liberdade da pátria. Era uma pessoa muito culta, que escrevia sobre diversas matérias. Era um democrata convicto. | ” |

O Movimento pela Libertação de São Tomé e Príncipe MLSTP/PSD, através de Alcino Pinto, também se pronunciou:
| “ | Nós nos curvamos a memória deste destacado combatente da liberdade, cuja vida se casa com a luta pela independência nacional enquanto militante e dirigente do MLSTP/PSD construtor da República dirigente do Estado e da Unidade Nacional. | ” |